# Єстрікланд
Єстрікланд (швед. Gästrikland) — історична провінція у центральній частині Швеції, розташована в Норрланді. Титул герцогині Гестрікланд належить шведській принцесі Мадлен. Населення Єстрікланду — 148 714 осіб (статистика за 2011 р.). Щільність заселення території людьми — усього 35,6 людей/км². ЦЄЧ — UTC+1 (Літній час — UTC+2).

## Географія
- Цей ландскап межує з Уппландом, Вестманландом, Даларною та Гельсінгландом, з Ботнічною затокою.

- Рельєф місцевості Єстрікланду має незначні узвишшя. На півдні та сході є орні землі, але значною мірою домінують пейзажі лісу, особливо на заході й півночі цього ландскапу. Терени Єстрикланду вельми багаті озерами та річками, затоками та притоками — має вельми великі акваторії: у сукупності 1/10 частина від загальної території. Найбільше озеро має площу 72 км².

- Найвища точка ландшафту — 402 метрів над рівнем моря. Вона у північно-західній частині — звана як «Люстікноп» (швед. Lustigknopp). З цією горою пов'язані окремі провінції Єстрікланд, Гельсінгланд і Даларна.

- Єстрікланд називають «брамою до Норрланду» від давніх часів, коли на північ була малолюдною, малодосліджена; покрита лісами, горами та озерами. Але основні території даного ландскапу є з пласких ділянок на півдні та сході, перемішуються з родючими сільськогосподарськими районами. Північний і західний рельєф стає більш горбистий, лісистий та непридатний для обробки. Найвідоміший національний парк — Фарнебофьорден (швед. Färnebofjärden).

## Історія
- Гірничо-видобувна галузь Єстрікланду була важною від V століття. Нині на виробництві заліза та інших металів працює близько 6500 осіб.

- Єстрікланд згадується в історичних джерелах 1253 року і називався тоді Гестрікаландія швед. Gestrikalandia. Згадує його також Ерік Хронік у 1247 році як Гестрікланд (швед. Gästrikland).

- 1314 року вказаний як регіон (швед. hundare — сотня) з церковними парафіями. До XV ст. — додані ще терени дев'яти парафій.

- Після XVI ст. Єстрікланд переживає формування відповідно церковних структур — парафій: на заході ландскапу — 5 (протягом 1797–1911 років), у східній частині — 7 (протягом 1622–1943 років). Із власною юрисдикцією м. Євле — від 1943 року.

## Адміністративний поділ
Єстрікланд є традиційною провінцією Швеції, що не має адміністративної ролі, але має культурне й історичне значення. Даний ландскап поділений на судові округи (м. Євле від 1400 р., Сандвікен з 1943 р.; Єстрікланд англ. Gestricia — має Східний окружний суд та Західний).

### Комуни
На території ландскапу розташовані такі комуни:
1. Комуна Євле
2. Комуна Сандвікен
3. Комуна Окельбу (частково)
4. Комуна Гуфорс
5. Комуна Тьєрп (незначна частина)

### Населені пункти
Міста й містечка ландскапу:
1. Євле
2. Вальбу[sv]
3. Гуфорс
4. Сандвікен
5. Окельбу
6. Єрбу[sv]
7. Сторвік[sv]
8. Форсбака[sv]
9. Орсунда[sv]
10. Гедесунда[sv]
11. Естерфернебу[sv]
12. Омот[sv]
13. Торсокер[sv]

## Символи ландскапу
- Рослина: конвалія
- Тварина: глушець
- Птах: гагара
- Риба: оселедець

Геральдичний девіз провінції Єстрікланд — «Залізне Королівство» (швед. Järnriket).

## Галерея

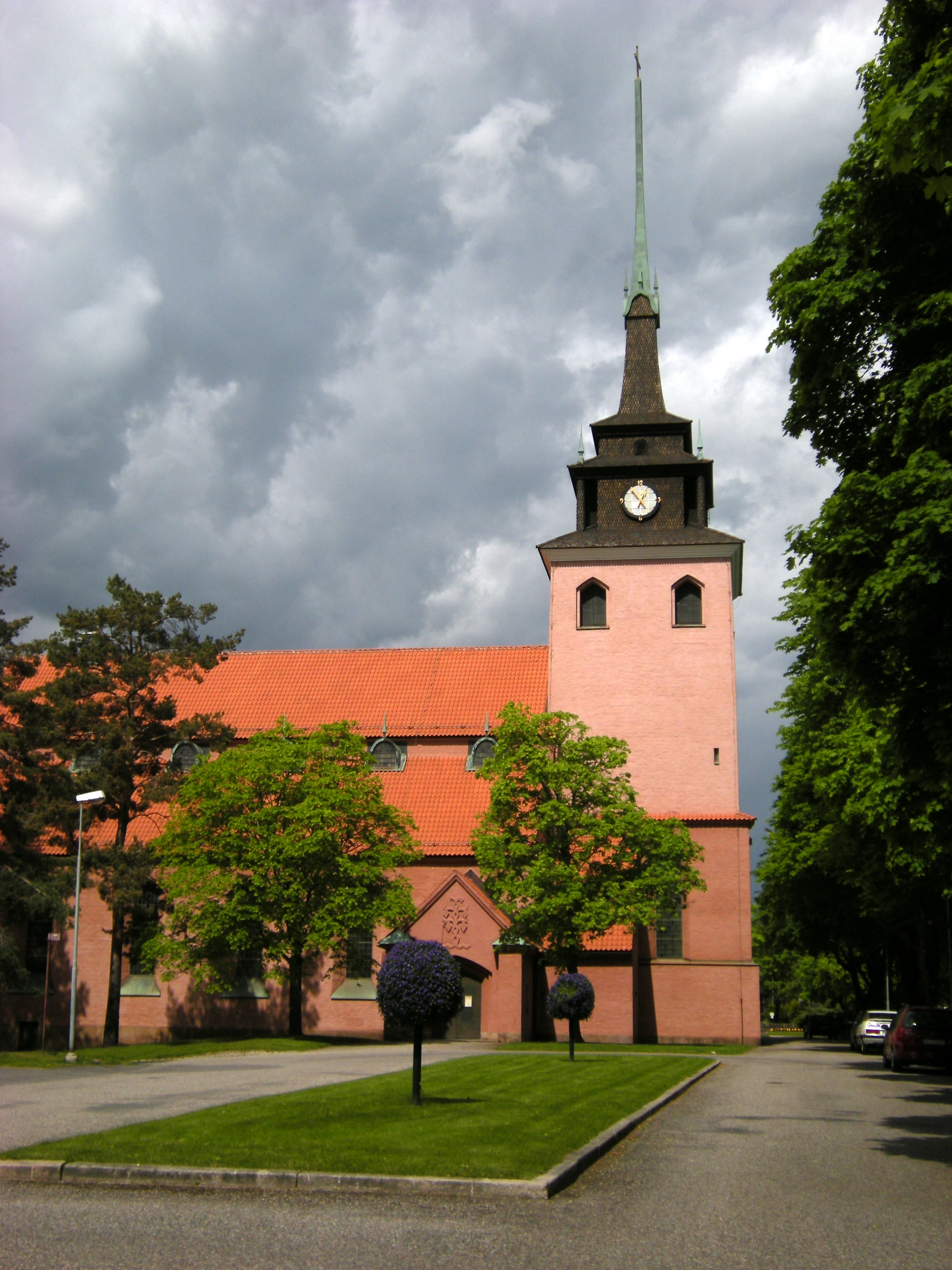
Церква у Сандвікені
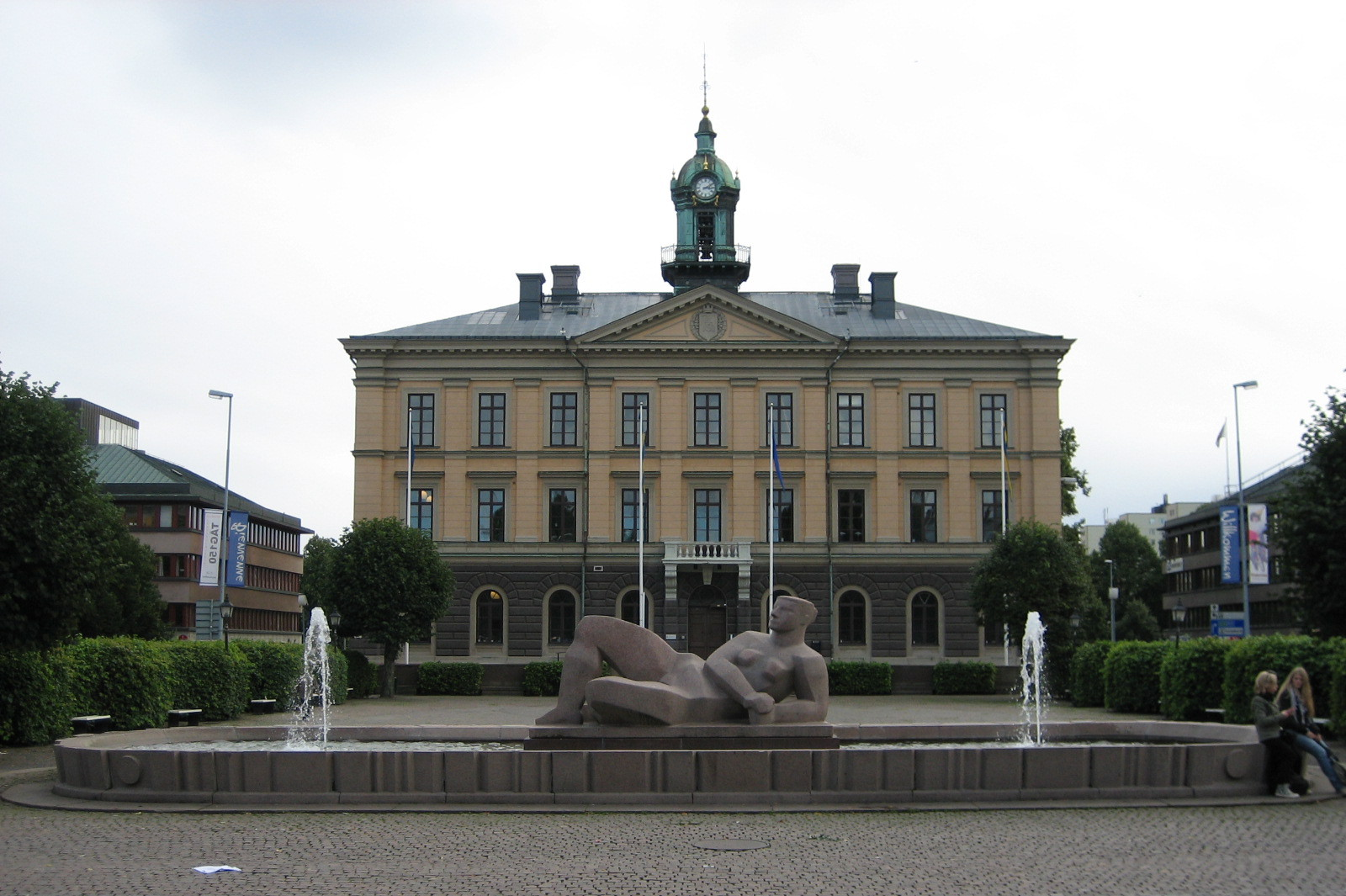
Ратуша в Євле
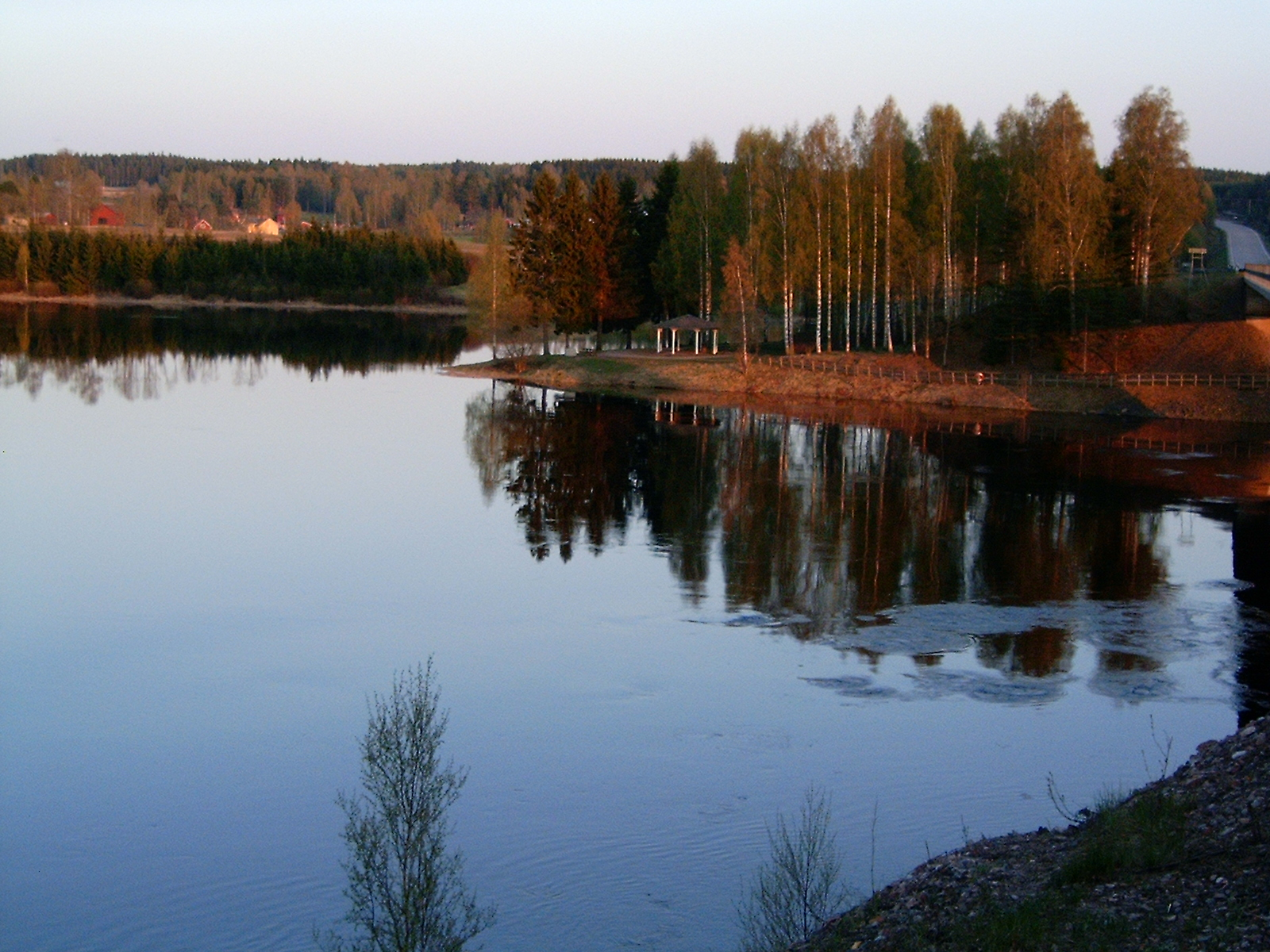
Річка Далельвен
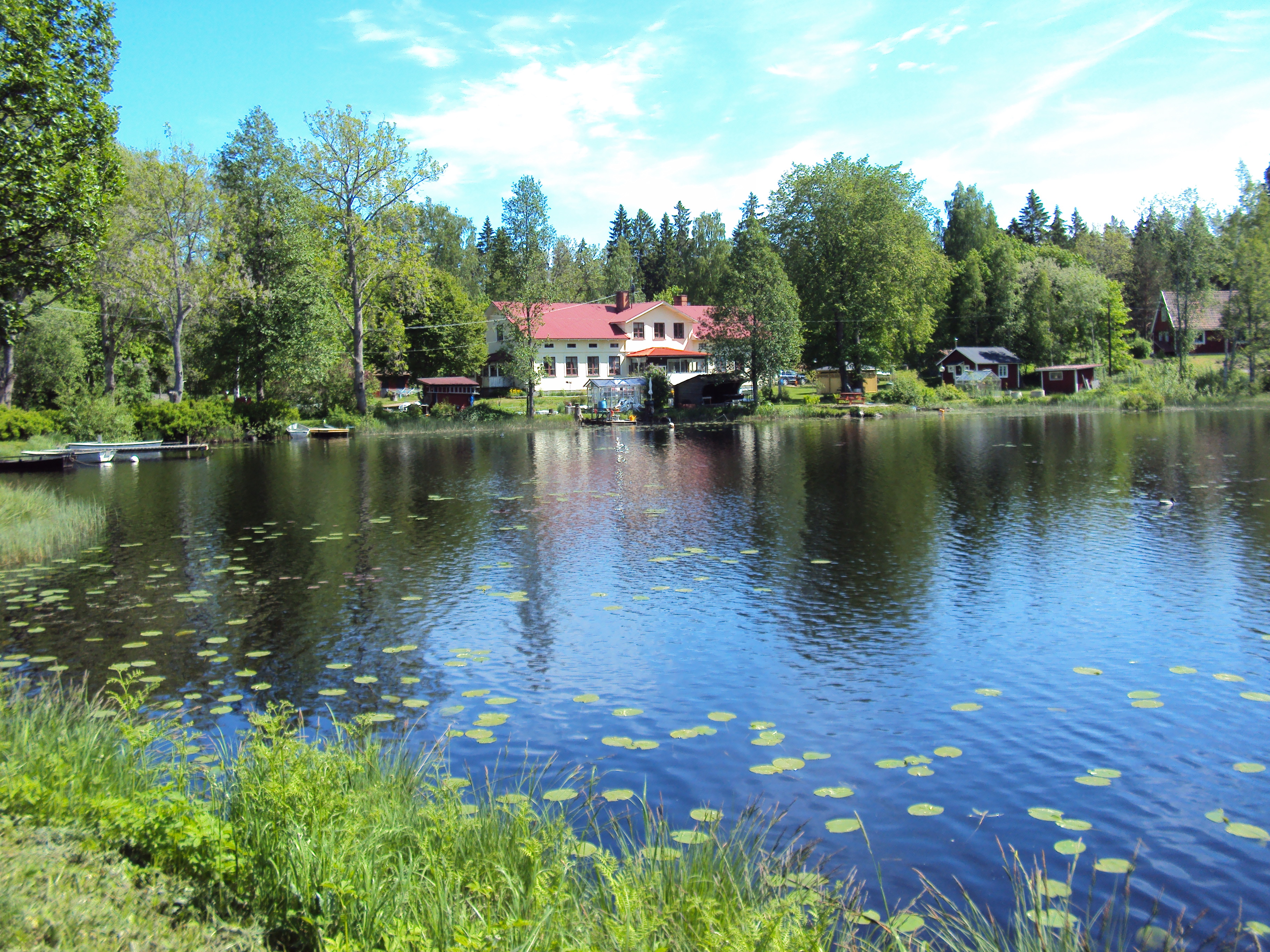
Одне з багатьох озер Єстрікланду
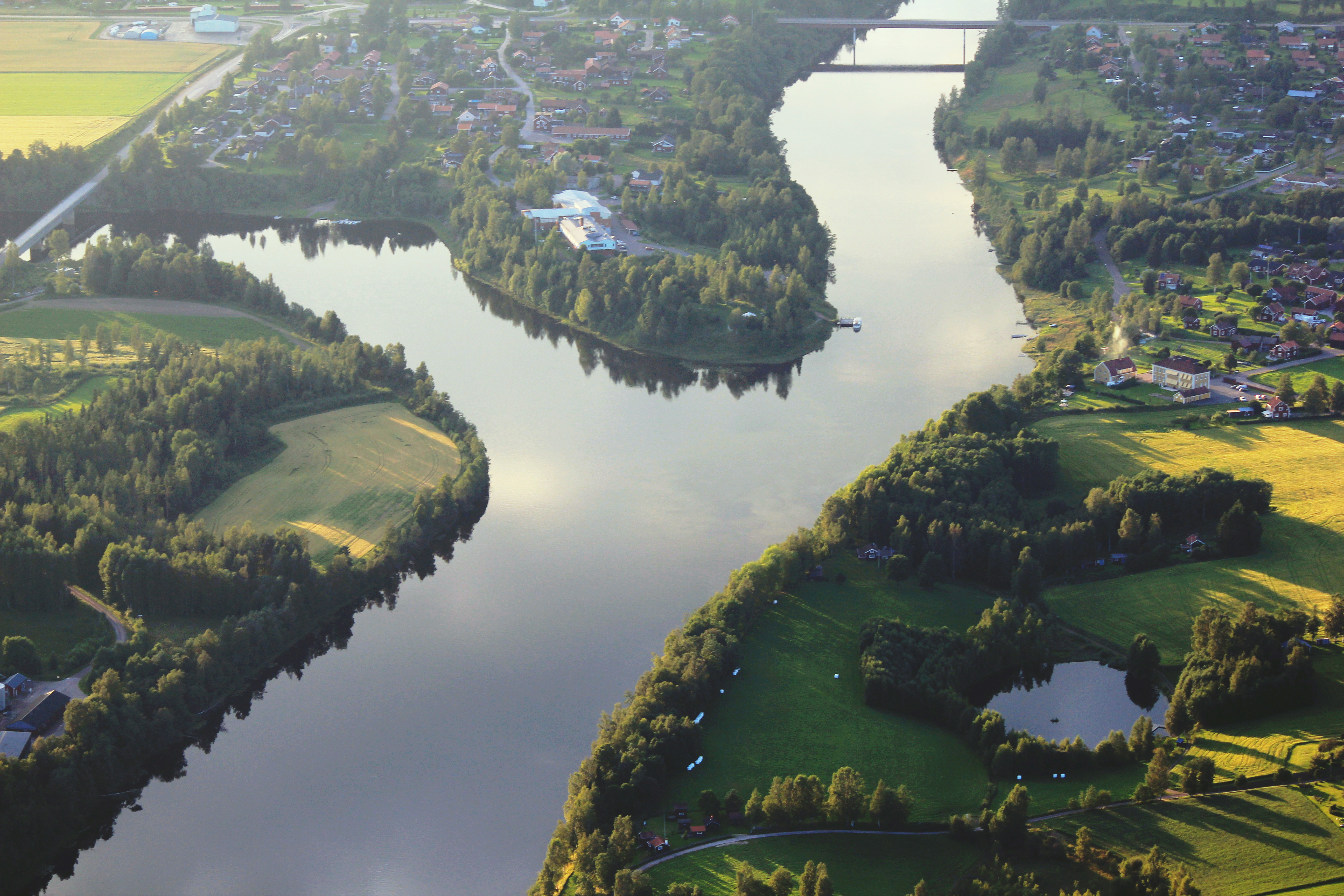
Ландшафт Єстрікланду